# ذكرى النكبة
ذكرى النكبة (15 مايو) هو يوم إحياء الذكرى السنوية لنكبة الشعب الفلسطيني، حيث يتذكر الفلسطينيون ما حل بهم من مأساة إنسانية وتهجير. اتُّفِق على أن يكون يوم الذكرى هو اليوم التالي لذكرى إعلان قيام دولة إسرائيل وذلك في إشارة إلى أن كل ما قامت به المجموعات المسلحة الصهيونية في حق الشعب الفلسطيني كان من أجل التمهيد لقيام هذه الدولة التي أريد منها أن تكون دولة لليهود فقط.

## تعريف النكبة

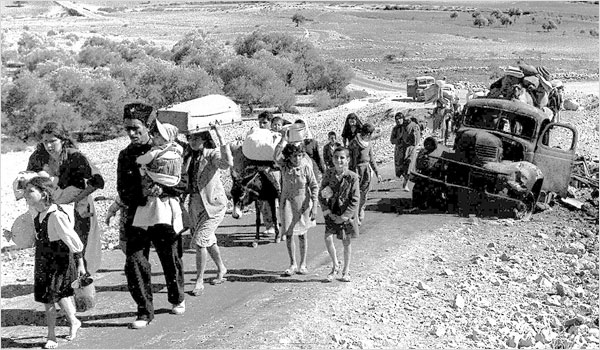
لاجئون فلسطينيون في سنة 1948.

النكبة مصطلح فلسطيني يبحث في المأساة الإنسانية المتعلقة بتشريد عدد كبير من الشعب الفلسطيني خارج دياره خلال الحرب الإسرائيلية - العربية عام 1948. أدت الحرب الى نزوح داخلي واسع النطاق وطرد وهروب أكثر من 700.000 فلسطيني، فضلاً عن تدمير مئات من القرى الفلسطينية.
يبلغ عدد هؤلاء اللاجئين وذريتهم الآن عدة ملايين وهم يتوزعون اليوم بين الأردن (2 مليون)، ولبنان (427,057)، وسوريا (477,700)، والضفة الغربية (788,108)، وقطاع غزة (1,1 مليون نسمة). فضلا عن وجود ربع مليون فلسطيني على الأقل مشرد داخل إسرائيل. تشير كلمة النكبة في اللغة العربية إلى الكارثة. لذلك يرمز بها الفلسطينيون لتهجيرهم القسري الجماعي وهدم معظم معالم مجتمعهم.

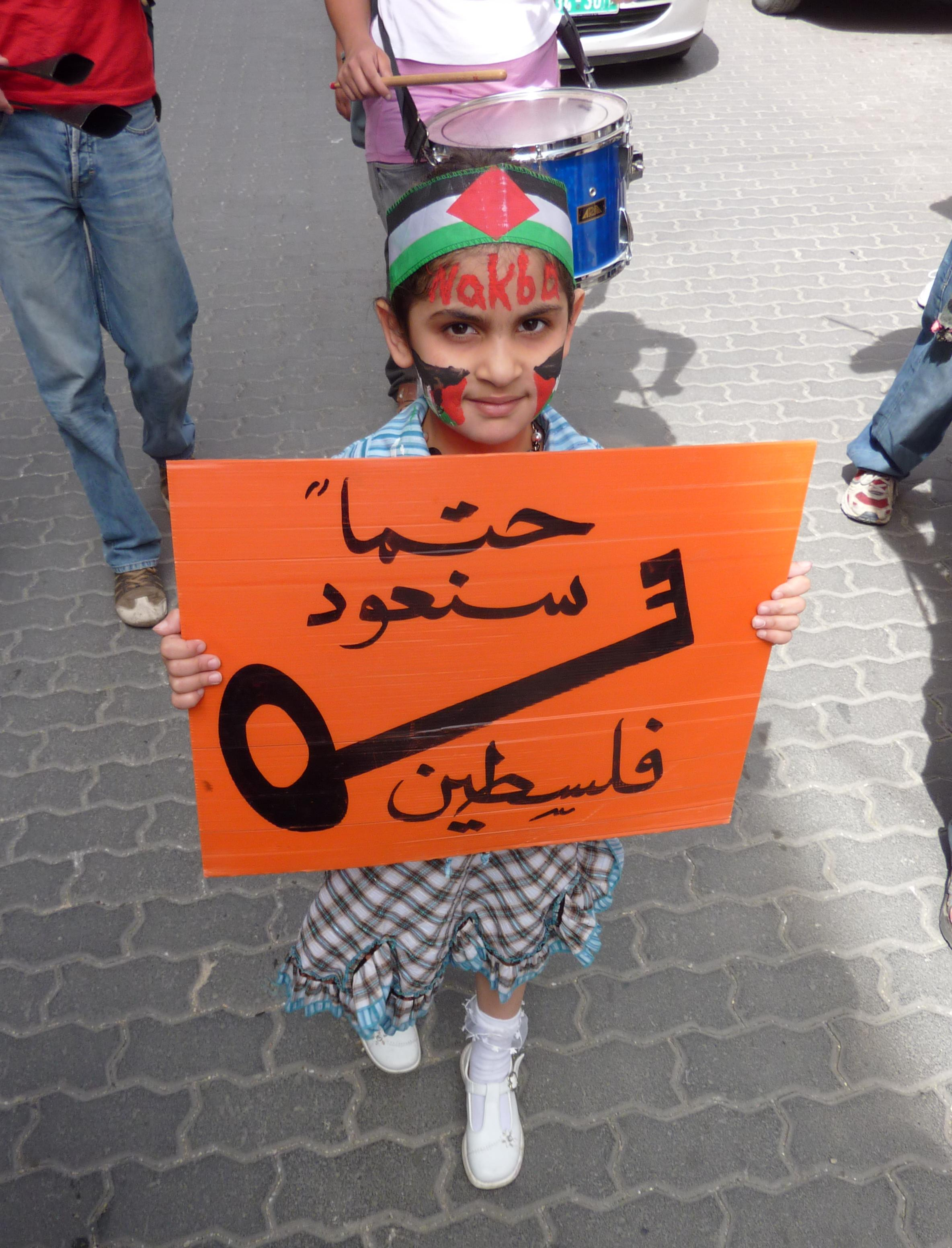
فتاة فلسطينية تشارك في إحياء ذكرى النكبة عام 2010. يعد المفتاح أحد أهم الرموز التي يعبر الفلسطينيون بها عن تمسكهم بحق العودة إلى الأراضي المحتلة.

وكان المؤرِّخ والمفكر القومي العَلماني قسطنطين زريق أول من استخدم مصطلح النكبة على كارثة تهجير الفلسطينيين. وقد أصدر بعد ثلاثة أشهر فقط على إعلان قيام دولة إسرائيل، كتابه التأسيسي «معنى النكبة» باللغة الإنجليزية.

## تاريخ الذكرى
يحيى الفلسطينيون في 15 مايو من كل عام، ذكرى النكبة، وهو يوم بعد يوم الإستقلال الإسرائيلي حسب التقويم الميلادي. حيث في 14 مايو 1948 أعلنت إسرائيل استقلالها.
لكن اليهود لا يعتمدون على التقويم الميلادي وانما على التقويم العبري وبالتالي بسبب الاختلاف بين التقويمين الميلادي والعبري فالاحتفالات بإنشاء إسرائيل لن تكون في نفس يوم احياء ذكرى النكبة، لكن عادة ما يتزامنان كل 19 عاما.
يقوم الفلسطينيون، بمناسبة هذا اليوم، بتنظيم فعاليات وتظاهرات في إسرائيل والضفة الغربية وقطاع غزة وفي مخيمات اللاجئين الفلسطينيين في الدول العربية وفي كل أنحاء العالم. تحوّلت الاحتجاجات في بعض الأحيان إلى اشتباكات بين الفلسطينيين وقوات الدفاع الإسرائيلية في الضفة الغربية وقطاع غزة. في عامي 2003 و2004 اندلعت مظاهرات في لندن ومدينة نيويورك.
وفي الذكرى الـ63 لنكبة فلسطين عام 2011 زحف اللاجئون الفلسطينيون من الضفة الغربية وقطاع غزة ولبنان وسوريا باتجاه الحدود مع الأراضي الإسرائيلية.
ونتيجة إطلاق نار من قبل جيش الإسرائيلي قتل ما لا يقل عن 12 شخصا فضلا عن عشرات الجرحى. وقد وصفت وكالة فرانس برس المواجهات بأنها من أسوأ حوادث العنف منذ اتفاق الهدنة لعام 1974.
وخلال ذكری النكبة عام 2012، احتج آلاف الفلسطينيين في مدن الضفة الغربية وقطاع غزة. وقام المتظاهرون بإلقاء الحجارة على الجنود الإسرائيليين الذين يقومون بحراسة نقاط التفتيش في القدس الشرقية. ورد الجنود عليهم بالرصاص المطاطي والغاز المسيل للدموع.

## معارضة إسرائيل
وفي 23 مارس 2011 وافق الكنيست الإسرائيلي بأغلبية 37 صوتا مقابل 25 أصوات، على قانون ما سمي بـ«قانون النكبة» والذي ينص على ان أي مؤسسة أو جمعية تقوم بفعاليات لإحياء ذكرى النكبة الفلسطينية بدلا من يوم الاستقلال الإسرائيلي يتم سحب تمويلها أو تقليص ميزانيتها بعد موافقة النائب العام ووزير المالية. ويمنع مشروع القانون إحياء ذكرى النكبة، وانّ كلّ فرد يخالف هذه المادة معرض للسجن لمدة سنة واحدة أو دفع غرامة قدرها 10,000 شيكل (~ 2500 $). ويرى الفلسطينيون أن مشروع القانون يفرض قيوداً على حرية الفلسطينيين في الرأي والتعبير، كما يحاول لقمع الوعي الوطني والسرد التاريخي للبقية المتبقية من الشعب الفلسطيني في وطنه.